# الحقيبة (تعز)
الحقيبة هي إحدى قرى الجمهورية اليمنية. وهي تتبع جغرافيًا لمحافظة تعز. وإداريًا لمديرية المواسط. يبلغ تعداد سكانها 5000 نسمة حسب الإحصاء الذي جرى عام 2004.